# Ennepe
L'Ennepe est une rivière allemande d'une longueur de 42 km qui coule dans le land de la Rhénanie-du-Nord-Westphalie. Elle est un affluent de la Volme dans le bassin du Rhin.

## Source de la traduction
- (de) Cet article est partiellement ou en totalité issu de l’article de Wikipédia en allemand intitulé « Ennepe » (voir la liste des auteurs).